# Route nationale 23bis
La route nationale 23bis, ou RN 23bis, était une route nationale française reliant Pré-en-Pail à Ancenis via Château-Gontier et Segré.
Entre Pré-en-Pail et Villaines-la-Juhel, cet itinéraire est surnommé « la Corniche du Pail ».

## Histoire
La route nationale 23BIS a été créée par un décret du 10 juillet 1862.
À la suite de la réforme de 1972, elle a été déclassée et est devenue la RD 20 dans la Mayenne et la RD 923 en Maine-et-Loire et en Loire-Atlantique.

## Ancien tracé de Pré-en-Pail à Ancenis

### Ancien tracé de Pré-en-Pail à Villiers-Charlemagne (D 20)
- Pré-en-Pail (km 0) D 20
- Villaines-la-Juhel (km 16)
- Champgenéteux (km 26)
- Bais (km 31)
- Sainte-Gemmes-le-Robert (km 37)
- Évron (km 42)
- Châtres-la-Forêt (km 46)
- La Chapelle-Rainsouin (km 54)
- Soulgé-sur-Ouette (km 60)
- Bazougers (km 65)'
- Villiers-Charlemagne (km 79) D 20

La RN 23BIS faisait tronc commun avec la RN 162 jusqu'à Château-Gontier.

### Ancien tracé de Château-Gontier à Ancenis (D 20 & D 923)
- Château-Gontier (km 90) D 20
- Chemazé (km 97) D 20
- Saint-Sauveur-de-Flée (km 100) D 923
- La Ferrière-de-Flée (km 105)
- Segré (km 111)
- Loiré (km 122)
- Candé (km 130)
- Regéserie, commune de Pouillé-les-Côteaux (km 145)
- Ancenis (km 156) D 923